# Gesamtdeutsche Partei
El Gesamtdeutsche Partei (GDP, Partido Panalemán) fue un partido político alemán.

## Historia
Se estableció el 15 de abril de 1961 tras la fusión del Bloque de los Refugiados y Expatriados (GB/BHE) y el Partido Alemán (DP), participando sin éxito en las elecciones federales de 1961. Desde 1965 utilizó la denominación Gesamtdeutsche Partei Deutschlands (GPD).
De 1965 a 1969 el GDP fue representado en el Bundestag por cuatro diputados que habían sido elegidos en representación de otros partidos: Hermann Ahrens, Heinz Kreutzmann (electos por el SPD), Walter Becher y Herbert Prochazka (electos por la CDU/CSU). En las elecciones federales de 1969, el GDP sólo alcanzó el 0,1 por ciento de los votos. 
Su único éxito electoral ocurrió cuando obtuvo 6 escaños en las elecciones estatales de Hesse de 1962, convirtiéndose en socio de coalición del SPD. Se disolvió en 1981.